# Belmont Cameli
Belmont Cameli, född 28 februari 1998 i Naperville i Illinois, är en amerikansk skådespelare och fotomodell, mest känd för bland annat rollen som Eli i Netflixfilmen Mycket mer än så (2022).

## Tidigt liv
Belmont Cameli föddes i Naperville i Illinois. Han utvecklade under sin high school-tid en passion för scenkonst, och deltog därefter i en del skolteateruppsättningar. Efter examen började han ägna sig åt att hålla på med modellering, samtidigt som han även ägnade sig åt att hålla på med skådespeleri.

## Karriär
Belmont Camelis skådespelardebut kom under år 2018, då han innehade ett litet gästspel i TV-serien Empire. Han har därefter bland annat synts i rollen som den mystiske och reserverade Eli i Netflixfilmen Mycket mer än så, som är baserad på en roman skriven av Sarah Dessen. Under år 2025 kommer han dessutom att medverka i filmatiseringen av datorspelet Until Dawn, följt av kriminaldramafilmen Alto Knights, där han kommer att spela rollen som Frankie Boy.

## Filmografi (i urval)

### Filmer
- 2020 – Most Guys Are Losers
- 2022 – Mycket mer än så
- 2025 – Until Dawn
- 2025 – Alto Knights

### TV-serier
- 2018 – Empire (TV-serie)
- 2023 – Based on a True Story (TV-serie)